# 若林宏樹
若林 宏樹（わかばやし ひろき、2002年9月3日 - ）は、和歌山県海南市出身の元陸上競技選手。専門は中距離走・長距離走。洛南高等学校、青山学院大学地球社会共生学部・地球社会共生学科卒業。

## 経歴

### 高校時代まで
- 海南市立下津第二中学校から陸上競技部に所属。当中学3年生時、2017年8月20日の第44回全日本中学校陸上競技選手権大会及び同年9月23日の平成29年度 第5回京都産業大学長距離競技会の男子3000mにおいては、和歌山県男子中学生新記録を達成。翌2018年1月21日の天皇盃 第23回全国都道府県対抗男子駅伝競走大会でも、和歌山県代表として2区・3Kmを担当し、区間2位の好走を見せた。
- 高校は洛南高等学校へ進学し、陸上部に入部。全国高等学校駅伝競走大会において、高校1年生時（2018年）は5区・区間14位だったが、高校3年生時（2020年）はエース区間の1区・区間3位の好成績を挙げた。

### 大学時代
- 高校卒業後の2021年4月に青山学院大学へ入学し、青山学院大学陸上競技部・男子長距離ブロックに現在所属中。
- 当大学1年時、2021年10月10日の第33回出雲駅伝からいきなり初出場を果たし、4区を担当したが区間6位に終わる（青山学院大学はトップ、東京国際大学と1分57秒差の総合2位）。
- 同年11月7日の第53回全日本大学駅伝では6区を担当。3km過ぎに1位の早稲田大学を追い抜き、順天堂大学と共にトップグループを形成。しかし東京国際大学の丹所健に4km過ぎで追いつかれ3人の集団になると、6km手前から遅れる。その後明治大学と駒澤大学にも先着され、5位に後退。若林自身も区間12位と振るわなかった。青山学院大学は7区から巻き返したが、トップ・駒澤大学と8秒差の2位で惜しくも優勝を逃した。

- 2022年1月開催の第98回箱根駅伝ではルーキーながら往路・5区を担当し、4区・飯田貴之から1位で襷を受ける。若林自身初めての箱根駅伝の山登り区間だったが、終始安定した走りで2年ぶり5度目の往路優勝に大きく貢献した（区間3位）。翌日の復路でも後続との差を大きく広げ完全な独走状態となり、青山学院大学は2位・順天堂大学に10分51秒の大差をつけ2年ぶり6回目の総合優勝（完全優勝、復路新記録、大会新記録）を成し遂げた。

- 当大学2年時は故障や体調不良の影響もあり、三大駅伝での出場はなかった。

- 2023年1月22日の天皇盃 第28回全国都道府県対抗男子駅伝競走大会では3区を担当し、区間2位の快走を見せた（和歌山県は総合12位）。
- 同年2月5日の香川丸亀国際ハーフマラソンでは、1時間01分25秒の好タイムで10位に入った。
- 当大学3年時、同年11月5日の第55回全日本大学駅伝では1区を担当。4km過ぎに抜け出し独走状態となる。しかし8km手前でペースが落ち、差を再び詰められると9kmから後続に次々と追い越され、1位と8秒差の8位[4]。青山学院大学は先頭との差を一度も詰められず、3分34秒差の2位に終わった[5][6][7]。

- 2024年1月開催の第100回箱根駅伝では2年ぶりに往路・5区を担当。4区・佐藤一世から1位で襷を受けると、強い雨が降る中で安定した走りを見せた。最終的に1時間09分32秒の好タイムで、5区の区間新記録を樹立した。しかし、城西大学の山本唯翔がそれを上回る1時間09分14秒のタイムを記録したため、区間賞は逃した[8]。それでも2年ぶりの完全優勝と、往路記録・総合記録の更新に大きく貢献した。
- 2024年度は青山学院大学町田寮寮長を務めている。
- 同年10月14日の第36回出雲駅伝では5区に出走したが、区間5位で先頭集団から遅れた。チームは3位で6年ぶりの優勝を逃した。

- 2025年1月開催の第101回箱根駅伝では3回目となる往路・5区を担当し、4区・太田蒼生から2位で襷を受ける。若林は9.5kmで中央大学の園木大斗をとらえトップに立つと、そのまま大きく差を広げ2年連続で往路優勝のゴールテープを切った。最終的に前年城西大学の山本唯翔が樹立した区間記録、さらに参考記録ながら第81回箱根駅伝で今井正人（順天堂大学）が樹立した1時間09分12秒をも上回る1時間09分11秒の区間新記録を樹立した。
- 1月19日の天皇盃 第30回全国都道府県対抗男子駅伝競走大会では3区を担当し、区間4位（和歌山県は総合20位）。
- 2月2日の別府大分毎日マラソンでは、学生マラソン日本最高記録・初マラソン日本最高記録となる2時間06分07秒でエチオピアのビンセント・キプチュンバに次ぐ2位を記録[9][10]。本来はこれがラストランとされ、大学卒業後は実業団に入らず日本生命への就職をもって陸上競技から引退する予定[11]だったが、この快走を受けて世界陸上代表に選出される可能性が出てきたため、もし代表に選出された場合現役続行を示唆することとなった[12]。

### 卒業後
- 4月12日に熊本で行われた日本選手権では10000mに出場したが、結果は30分20秒38で最下位に終わった。これがラストランとなり、陸上競技から引退した[13]。

## 人物
- 弟は陸上競技選手の若林良樹で、若林と同じく青山学院大学陸上競技部に所属。
- 駒澤大学に在籍する篠原倖太朗とは生年月日が同じである。2025年2月2日、篠原はハーフマラソンで、若林はマラソンでそれぞれ日本人学生記録を更新した[14]。

## 戦績

### 大学三大駅伝
| 学年（年度）       | 出雲駅伝                    | 全日本大学駅伝               | 箱根駅伝                                         |
| ------------------ | --------------------------- | ---------------------------- | ------------------------------------------------ |
| 1年生 （2021年度） | 第33回 4区-区間6位 19分20秒 | 第53回 6区-区間12位 39分02秒 | 第98回 5区-区間3位 1時間10分46秒                 |
| 2年生 （2022年度） | 第34回 ― - ― 出場なし       | 第54回 ― - ― 出場なし        | 第99回 ― - ― 出場なし                            |
| 3年生 （2023年度） | 第35回 ― - ― 出場なし       | 第55回 1区-区間8位 27分27秒  | 第100回 5区-区間2位 1時間09分32秒 （区間新記録） |
| 4年生 （2024年度） | 第36回 5区-区間5位 18分40秒 | 第56回 ― - ― 出場なし        | 第101回 5区-区間賞 1時間09分11秒 （区間新記録）  |

## 自己記録
- 1500m - 3分56秒83（2019年8月22日、第52回京都府ユース陸上競技対抗選手権）
- 5000m - 13分41秒32（2021年4月10日、第29回金栗記念選抜陸上中長距離大会 男子グランプリ 5000m 1組）
- 10000m - 27分59秒53（2024年11月23日、GMOインターネットグループpresents MARCH対抗戦2024 第4組）
- ハーフマラソン - 1時間01分25秒（2023年2月5日、第75回香川丸亀国際ハーフマラソン）
- マラソン - 2時間06分07秒（2025年2月2日、第73回別府大分毎日マラソン）